# 荚膜
荚膜是某些原核生物（例如：肺炎鏈球菌）细胞壁外一层厚度不定的黏液状物质。莢膜並非原核細胞的必需構造，莢膜菌在自然環境中或在宿主體內時，能保有最強產莢膜之能力；但用普通培养基培养时，經多代繁殖後產莢膜能力会逐漸下降。

## 主要成分
除了水，多数细菌荚膜的主要成分是多醣（单体一般为D-葡萄糖、D-葡萄糖醛酸、D-半乳糖、L-鼠李糖及L-岩藻糖等）。肺炎鏈球菌等细菌的莢膜為葡萄糖及葡萄糖酸之高分子聚合物，而炭疽桿菌之莢膜主成分為D-麩胺酸聚合成的多肽，巨大芽孢桿菌莢膜的成分則包括蛋白質及多醣。荚膜的含水率较高，在90%-98%之间。

## 形態學分類
荚膜在形态学方面的研究中大致可分为以下两类：
- 大莢膜，即厚度大於0.2μm的荚膜，使用一般光學顯微鏡即可观察到。
- 微荚膜，即厚度小於0.2μm的荚膜，只能以生化法或免疫法測得。

除了与细胞壁结合较牢固的荚膜，一些原核细胞表面另存在其他类似荚膜的结构：
- 黏液層（slime layer），疏鬆的附著於細胞表面，邊界不明顯，易被除去，可擴散至環境中。
- 糖萼，一種介於莢膜和黏液層之間的結構。

## 生理功能
- 抗干燥，抗吞噬
- 储存养料
- 渗透屏障
- 表面附着作用
- 细菌间的信息识别
- 堆积代谢废物